# Mistrzostwa Świata w Gimnastyce Sportowej 1905
2. Mistrzostwa świata w gimnastyce sportowej, które odbyły się we francuskim mieście Bordeaux w 1905 roku.

## Tabela medalowa
| Poz. | Państwo  | Złota | Srebra | Brązy | Łącznie |
| ---- | -------- | ----- | ------ | ----- | ------- |
| 1    | Francja  | 6     | 3      | 5     | 14      |
| 2    | Holandia | -     | 1      | -     | 1       |
| 3    | Belgia   | -     | -      | 1     | 1       |

## Wielobój indywidualnie
| Miejsce | Zawodnik        | Punkty  |
| ------- | --------------- | ------- |
| 1.      | Marcel Lalu     | 185.500 |
| 2.      | Daniel Lavielle | 184.250 |
| 3.      | Lucien Démanet  | 179.250 |

## Zawody drużynowe
| Miejsce | Zawodnik | Punkty  |
| ------- | --- | ------- |
| 1.      | Francja · Georges Dejaeghere, Lucien Démanet, Marcel Lalu, Daniel Lavielle, Joseph Martinez, Pierre Payssé  | 990.000 |
| 2.      | Holandia · F.J.W. Lambert, J.H. Reeder, J.H.A.G. Schmitt                                                    | 941.750 |
| 3.      | Belgia · Jean de Hoe, Paul Mangin, Auguste van Ackere, Albert van de Roye, Leon van de Roye, Vital Verdickt | 906.750 |

## Ćwiczenia na drążku
| Miejsce | Zawodnik        | Punkty |
| ------- | --------------- | ------ |
| 1.      | Marcel Lalu     | 36.000 |
| 2.      | Joseph Martinez | 35.750 |
| 3.      | Pierre Paysse   | 35.500 |
| 3.      | Lucien Démanet  | 35.500 |

## Ćwiczenia na poręczach
| Miejsce | Zawodnik       | Punkty |
| ------- | -------------- | ------ |
| 1.      | Josef Martinez | 33.500 |
| 1.      | Marcel Lalu    | 33.500 |
| 3.      | Pierre Paysse  | 32.750 |

## Ćwiczenia na koniu z łękami
| Miejsce | Zawodnik         | Punkty |
| ------- | ---------------- | ------ |
| 1.      | Georges Dejagere | 34.750 |
| 2.      | Marcel Lalu      | 34.500 |
| 3.      | Daniel Lavielle  | 33.750 |